# Nursjat Tursunzjanov
Nursjat Tursunzjanov, född 8 februari 2003, är en kazakisk backhoppare. Han deltog i Världsmästerskapen i nordisk skidsport 2019 men blev utslagen i kvalet i normalbacke. Han gjorde sin första världscuptävling i Wisla 2018 och slutade där på en elfte plats.